# Toussaint Dubreuil
Toussaint Dubreuil (* 1561 in Paris; † 22. November 1602 ebenda) war ein französischer Maler des Manierismus.

## Leben und Werk
Toussaint Dubreuil war der Sohn eines Pariser Sattlers und ein hervorragender Reiter.
Toussaint Dureuil durchlief zunächst eine Ausbildung zum Goldschmied. Seine Ausbildung in der Malerei erhielt er bei Martin Fréminet, einem Maler der zweiten Schule von Fontainebleau. Er malte überwiegend mythologische Zyklen in Königsschlössern, unter anderem in Fontainebleau, wo er sich als Hofmaler von Heinrich IV. etablierte. Sein Stil war beeinflusst von italienischen Malern wie Primaticcio und dem Kolorismus der Antwerpener Manieristen. Von seinen Werken ist jedoch nicht viel erhalten.
Toussaint war an der malerischen Ausgestaltung verschiedener französischer Schlösser maßgeblich beteiligt, dazu zählen u. a. der Pavillon des Poêles in Fontainebleau (zusammen mit Ruggero de Ruggeri), ein Zyklus zu mythologischen Themen im Château Neuf de Saint-Germain-en-Laye, insgesamt 78 Illustration der Franciade, ein Gedicht von Pierre Ronsard, von denen jedoch wegen der Zerstörung des Schlosses im Jahr 1770 bis auf verstreute Entwurfszeichnungen nichts erhalten geblieben ist, sowie die Ausstattung der Petite Galerie des Louvre und der Galerie des Chevreuils in Fontainebleau.
Toussaint stürzte am 22. November 1602 vom Pferd, verletzte sich schwer und verstarb zwei Tage später an den Folgen.

## Familie
Dubreils Schwester Toussaint Dubreuil war mit dem Bildhauer Barthélemy Tremblay (* um 1568, † 1626 in Paris) verheiratet. Dubreuil selbst war in erster Ehe mit einer Tochter seines Meisters Ruggiero de Ruggieri (1540 bis um 1596/1597) verheiratet, einem der italienischen Manieristen, die am Hof der französischen Könige tätig waren. In zweiter Ehe war er mit Dame Marie Champion verheiratet, die 1602 verstorben ist.

## Werke (Auswahl)

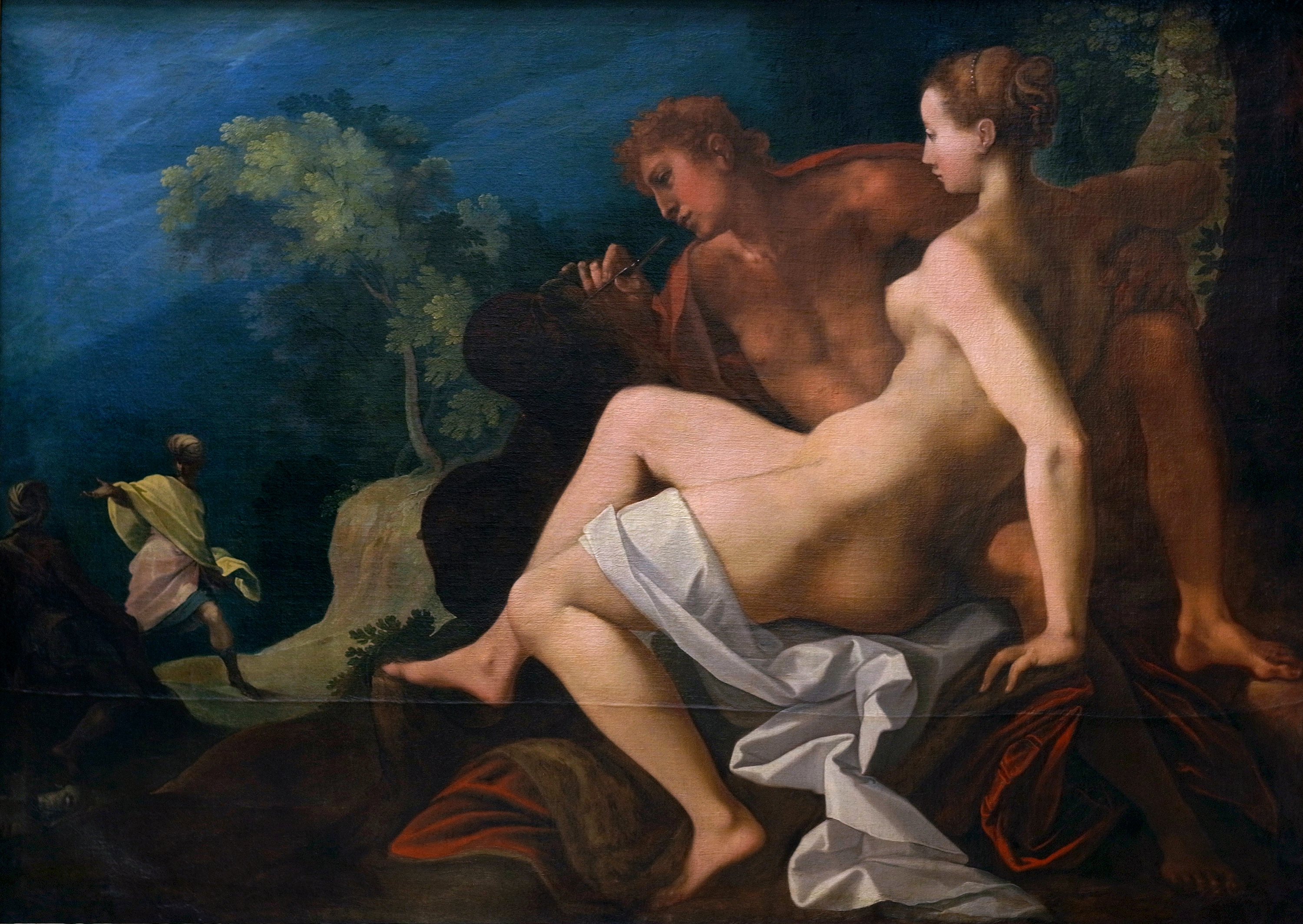
Angelica und Medoro zwischen 1575 und 1600
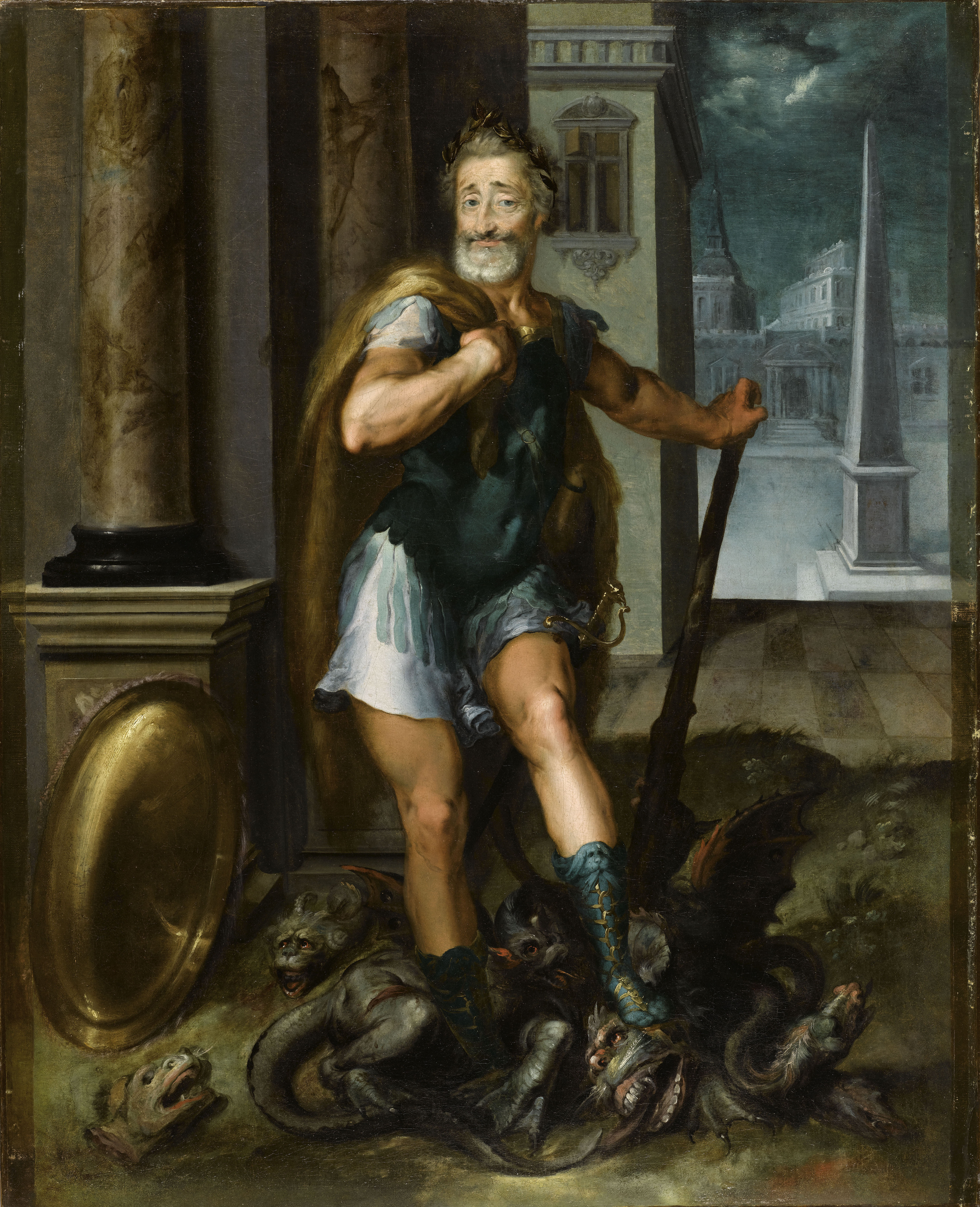
Heinrich IV. als Herkules, der die Hydra von Lernae tötet, um 1600
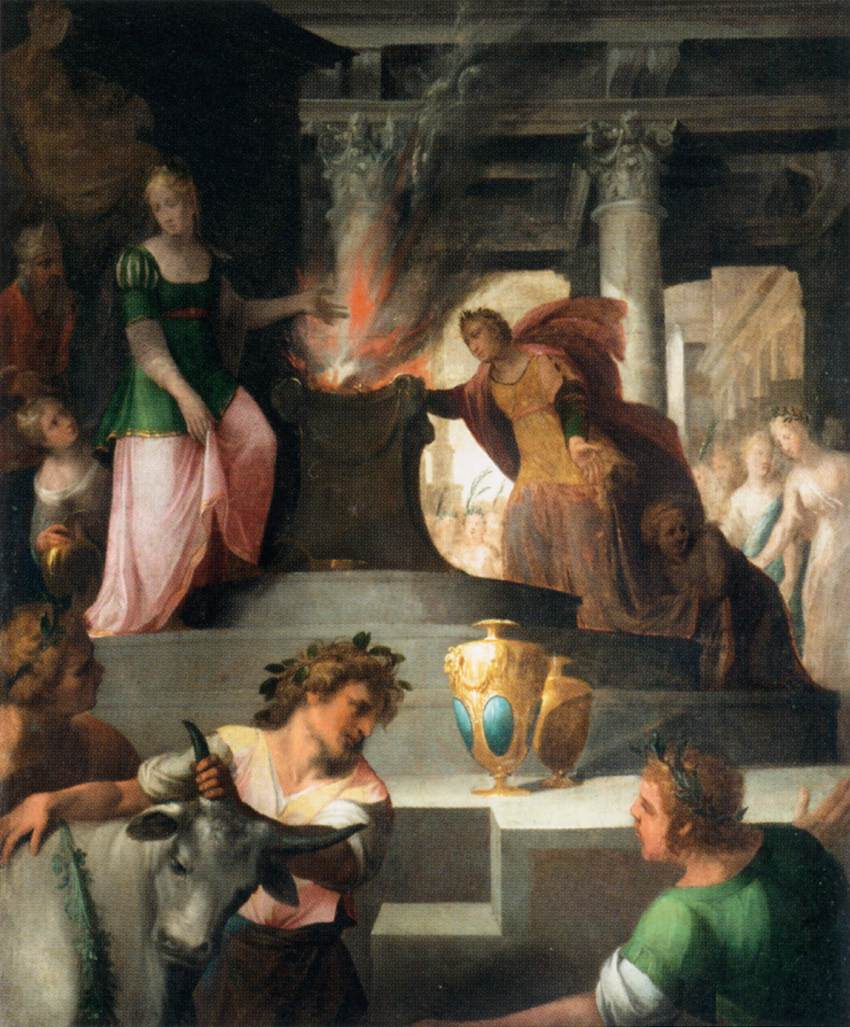
Hyanthe und Climene bringen Venus ein Opfer dar, um 1600
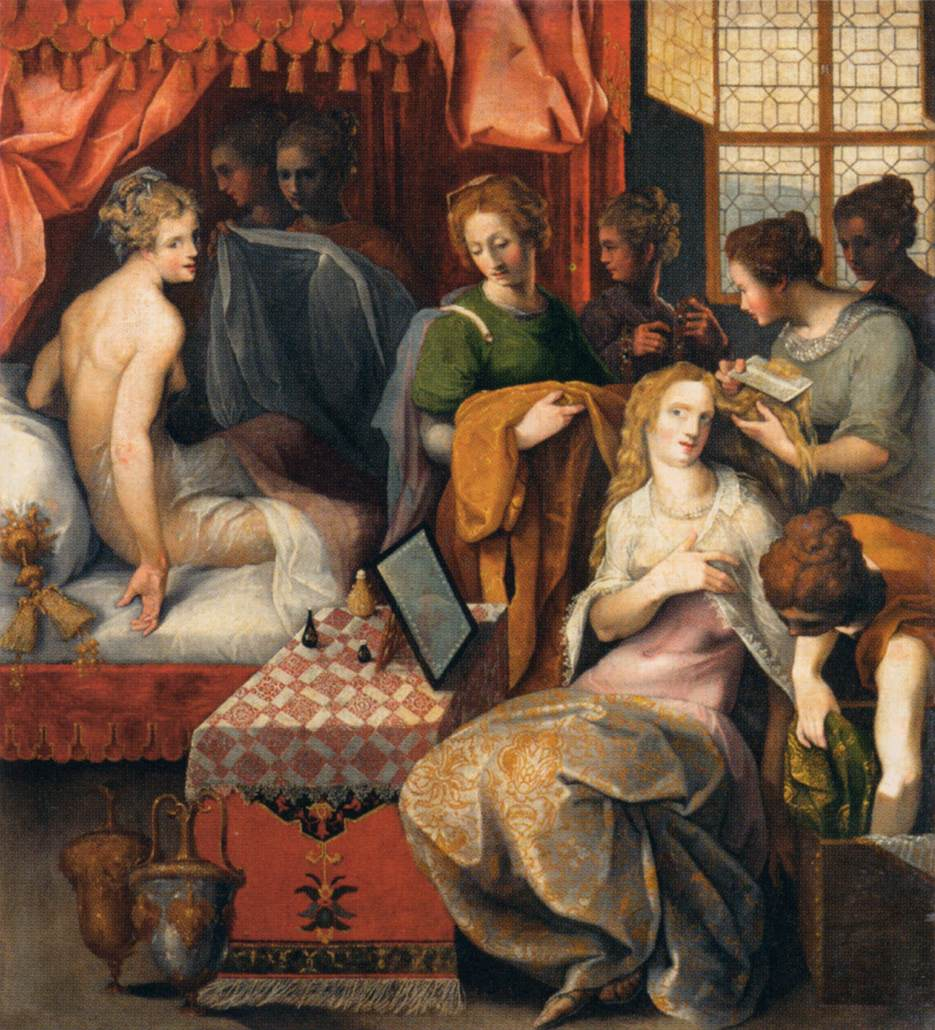
Hyanthe und Clymene bei ihrer Toilette, um 1600

Dubreuils Werke sind unter anderem im Louvre ausgestellt.